# Ла Форс, Анри-Номпар де Комон
Анри-Номпар де Комон, герцог де Ла Форс (фр. Henri-Nompar de Caumont, duc de La Force; 1582 — январь 1678) — французский военный деятель, пэр Франции. Представитель одной из наиболее видных протестантских фамилий Франции; финальный период его жизни пришёлся на расцвет преследований гугенотов во Франции, закончившихся отменой Нантского эдикта, что отразилось на судьбе его детей.

## Биография
Анри-Номпар родился в семье маршала Франции Жака-Номпара де Комона, герцога де Ла Форса, и Шарлотты де Гонто, дочери маршала Армана де Гонто-Бирона.
С рождения и почти всю жизнь Анри-Номпар носил титул маркиза де Кастельно. В 1675 году после смерти старшего брата, маршала Армана-Номпара де Комон, наследовал титул герцога де Ла Форс. Анри-Номпар служил королю Франции Людовику XIII в ходе множества военных кампаний под командованием своего отца и имел звание маршала лагеря (фр. maréchal de camp) (аналог последующего звания бригадного генерала).

## Семья
Анри-Номпар был женат на Маргарите д’Эскодека (фр. Marguerite d'Escodeca), даме Боэс; в этом браке было девять детей:
- Жак, убит в 1634 году в ходе осады Ла Мотты (La Mothe-en-Bassigny) в Лотарингии.
- Анри, умер в детские годы.
- Пьер, маркиз де Коньяк, без наследников.
- Арман-Номпар, маркиз де Монпуйян, натурализовался в Англии после женитьбы там в 1659 году[5]; затем дослужился до генерал-лейтенанта в армии голландской республики, начав с командования полком драгун в 1672 году; губернатор Нардена, умер в Гааге 16 мая 1701 года в возрасте 86 лет. Был женат на Амабль-Гильемине де Бредероде.
- Шарлотта, вышла замуж за Габриеля де Комона, графа де Лозена, стала матерью герцога де Лозена; умерла в возрасте 82 лет.
- Диана, вышла замуж в 1637 году за Шарля-Рене дю Пюи де Турнон, маркиза де Монбрен и Дофине.
- Жанна, вышла замуж за Кира де Монто (фр. Cyrus de Montaut), маркиза де Навайль, сеньора Бейнака.
- Жаклин, вышла замуж за Анри де Вивана, графа де Панжас.
- Генриетта.